# Orthosia incerta
Orthosia incerta là một loài bướm đêm thuộc họ Noctuoidea. Nó được tìm thấy ở châu Âu.

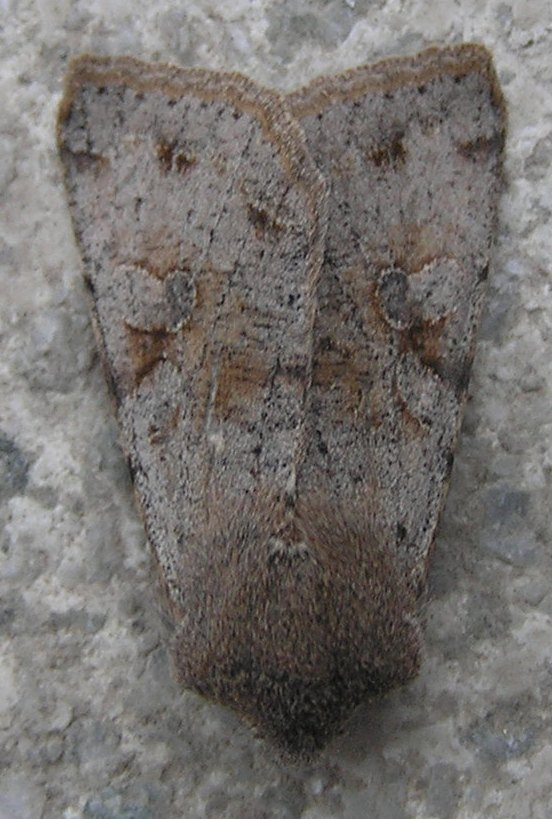
Gray variant

Sải cánh dài 35–40 mm. Con trưởng thành bay làm một đợt from the end of Februari to giữa tháng 5 .
Ấu trùng ăn various trees và shrubs, mainly oak.

## Hình ảnh

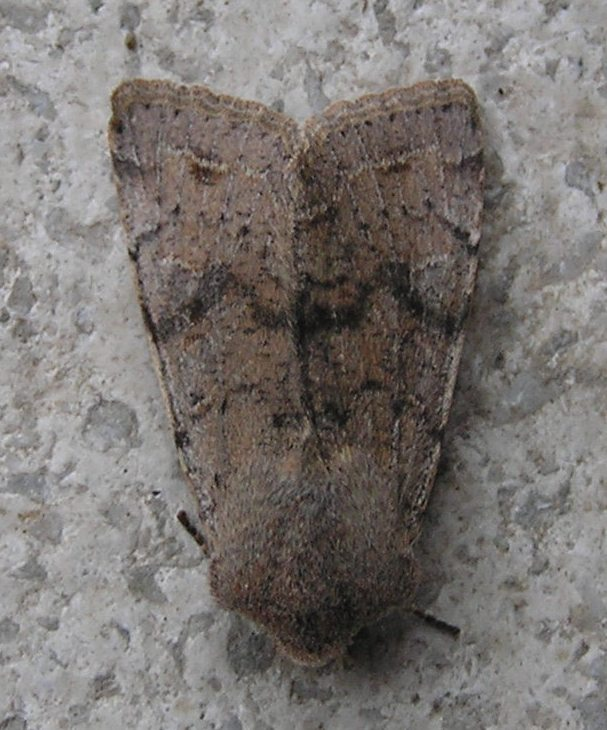
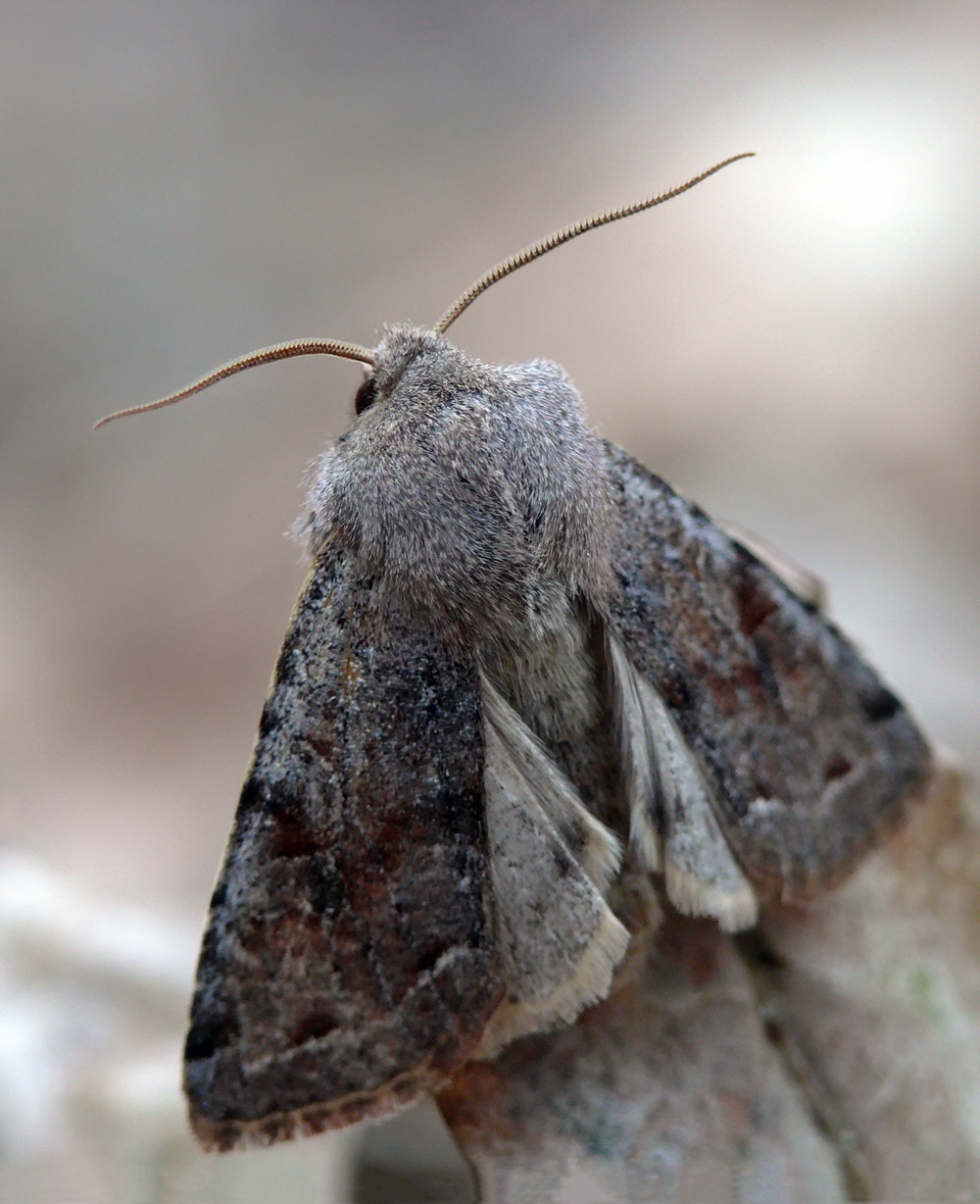
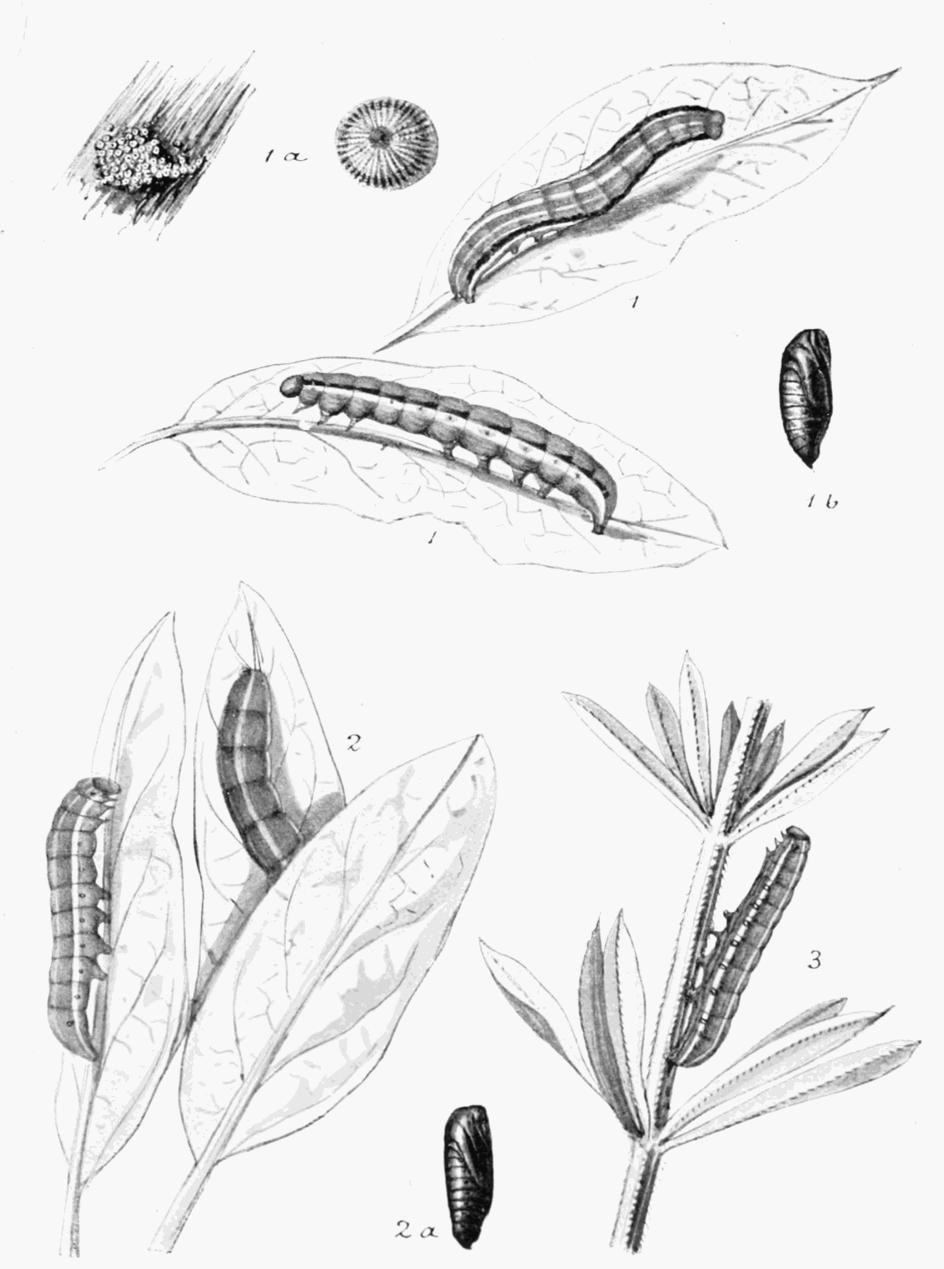
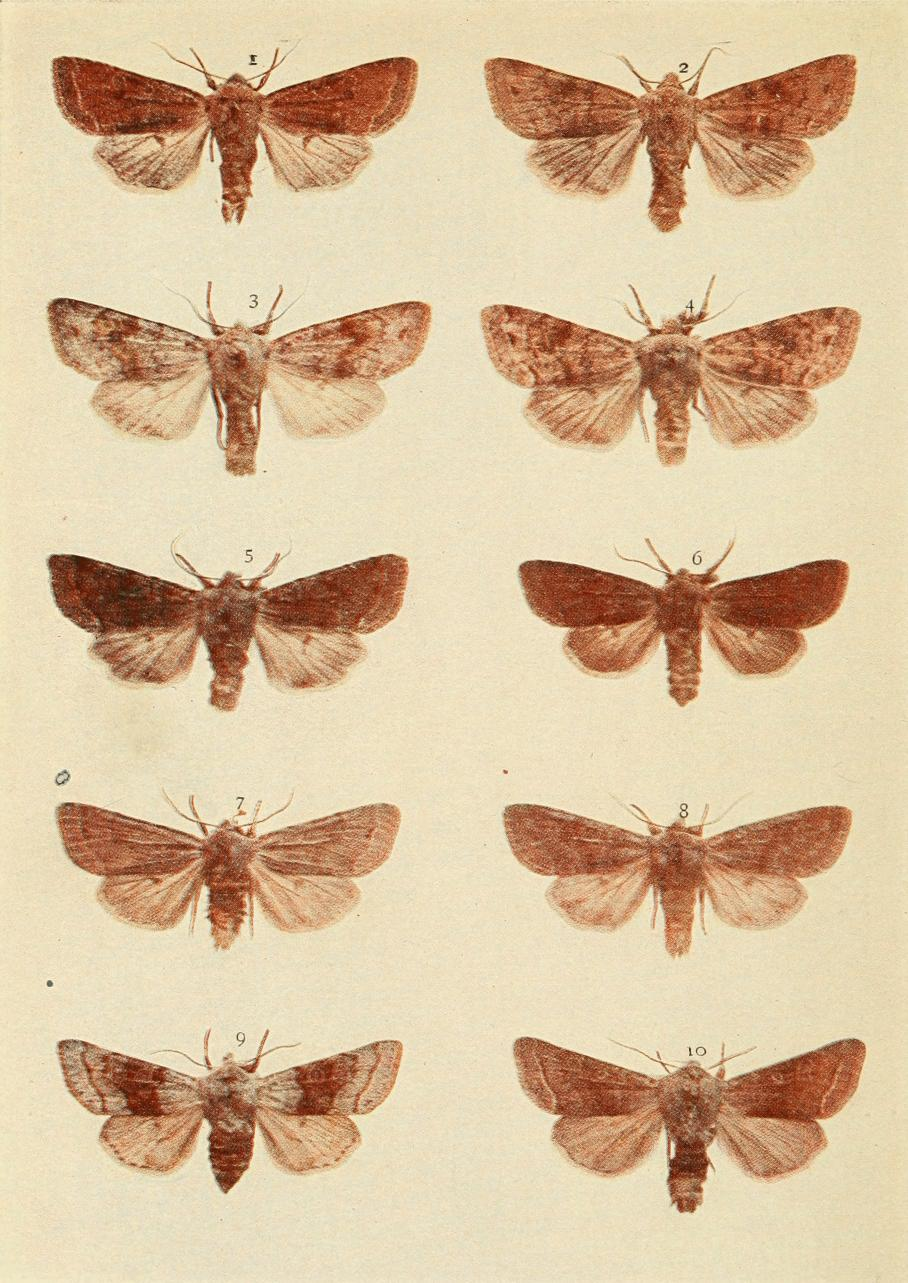